# Adolfo Margiotta
Adolfo Margiotta (Torre del Greco, 13 settembre 1957) è un comico, personaggio televisivo e attore italiano.

## Biografia
Attore di teatro e cinema, si diploma alla scuola del Teatro Stabile di Genova. Successivamente è autore degli spettacoli Siamo due spermatozoi e di Ecuador. È noto al grande pubblico soprattutto per il duo comico "Chiquito y Paquito", formato con Massimo Olcese, con cui mette in scena una surreale serie di parodie delle telenovela, trasmessa all'interno del programma Avanzi nel 1993, e per Disokkupati (1997), in cui interpreta Speranzo Zammataro.
Nel 2024 è accanto a Sabrina Ferilli nella miniserie TV Gloria, per la regia di Fausto Brizzi, ed è anche al cinema con il film di Alessandro Siani, Succede anche nelle migliori famiglie e Il diavolo è Dragan Cygan, opera prima di Emiliano Locatelli, con Sebastiano Somma e Enzo Salvi.

## Filmografia

Adolfo Margiotta in una scena di E adesso sesso (2001)

### Cinema
- Peggio di così si muore, regia di Marcello Cesena (1995)
- Cuba libre - Velocipedi ai tropici, regia di David Riondino (1997)
- In principio erano le mutande, regia di Anna Negri (1999)
- La grande prugna, regia di Claudio Malaponti (1999)
- Sulla spiaggia al di là del molo, regia di Giovanni Fago (2000)
- L'amore è cieco, regia di Francesco Laurenti (2001)
- E adesso sesso, regia di Carlo Vanzina (2001)
- Cuore scatenato, regia di Gianluca Sodaro (2003)
- Bal-Can-Can, regia di Darko Mitrevski (2005)
- Sweet Sweet Marja, regia di Angelo Frezza (2006)
- Lo stallo, regia di Silvia Ferreri (2008)
- L'isola dell'angelo caduto, regia di Carlo Lucarelli (2011)
- E io non pago - L'Italia dei furbetti, regia di Alessandro Capone (2012)
- Una domenica notte, regia di Giuseppe Marco Albano (2013)
- Maldamore, regia di Angelo Longoni (2014)
- My Father Jack, regia di Tonino Zangardi (2016)
- Memories of Giorgio Vasari, regia di Luca Verdone (2016)
- Il calore dei sogni, regia di Silvia Monga (2017)
- Mò vi mento - Lira di Achille, regia di Stefania Capobianco e Francesco Gagliardi (2018)
- L'amore ai tempi di Sh.rek, regia di Alessandro Dervisio (2019)
- A.N.I.M.A., regia di Pino Ammendola e Rosario Maria Montesanti (2019)
- Hammamet, regia di Gianni Amelio (2020)
- The Equalizer 3 - Senza tregua (The Equalizer 3), regia di Antoine Fuqua (2023)
- Indiana Jones e il quadrante del destino, regia di James Mangold (2023)
- Succede anche nelle migliori famiglie, regia di Alessandro Siani (2024)
- Il diavolo è Dragan Cygan, regia di Emiliano Locatelli (2024)

### Televisione
- Un giorno fortunato, regia di Massimo Martelli – miniserie TV (1997)
- Disokkupati – serie TV (1997)
- Un difetto di famiglia, regia di Alberto Simone – film TV (2002)
- Benedetti dal Signore – serie TV (2004)
- 48 ore – serie TV (2006)
- Mal'aria, regia di Paolo Bianchini – miniserie TV (2009)
- Baciati dall'amore, regia di Claudio Norza – miniserie TV (2011)
- Cesare Mori - Il prefetto di ferro, regia di Gianni Lepre – miniserie TV (2012)
- Rex – serie TV (2013)
- I segreti di Borgo Larici, regia di Alessandro Capone – miniserie TV (2014)
- Amore criminale, regia di Matilde D'Errico e Maurizio Iannelli – docu-drama
- Lampedusa - Dall'orizzonte in poi, regia di Marco Pontecorvo – miniserie TV (2016)
- Tutto il mondo è paese, regia di Giulio Manfredonia – film TV (2018)
- Din Don - Una parrocchia in due, regia di Claudio Norza – film TV (2019)
- Din Don - Il ritorno, regia di Paolo Geremei – film TV (2019)
- Din Don - Un paese in due, regia di Paolo Geremei – film TV (2022)
- Backstage - Dietro le quinte, regia di Cosimo Alemà – film TV (2022)
- Gloria – serie TV, 4 episodi (2024)
- Imma Tataranni - Sostituto procuratore – serie TV, episodio 4x03 (2025)

### Cortometraggi
- Quentin, regia di Armando Cattarinich (1998)
- Confetti, regia di Nicola Guaglianone (2007)
- I colori dell'amore, regia di Silvia Monga (2014)
- Peek'a boo, regia di Angelo Frezza (2017)
- Mirroring, regia di Angelo Frezza (2018)
- Nero su bianco, regia Angelo Frezza (2019)
- Passi di danza, regia Silvia Monga (2022)

### Webserie
- #140secondi - webserie (2015)

## Programmi TV
- Amici mostri (TMC, 1992)
- Avanzi (Rai 3, 1992)
- Tunnel (Rai 3, 1993)
- Che fine ha fatto Carmen Sandiego? (Rai 2, 1994)
- Producer - Il grande gioco del cinema (Rai 3, 1995)
- Pippo Chennedy Show (Rai 2, 1996)
- Facciamo cabaret (Italia 1, 1997)
- Solletico (Rai 1, 1998)
- Francamente me ne infischio (Rai 1, 1999)
- Vietato ai minori - Palcoscenico, (Rai 2, 2000)
- Ciao 2000 - Millennium (Rai, reti unificate, 2000)
- 125 milioni di ca...te (Rai 1, 2001) – condotto da Adriano Celentano
- Il gladiatore e il dragone (Sky, 2001) – notte dei premi Oscar
- Carramba che sorpresa! (Rai 1, 2002)
- Il manuale del bravo comico (Rai Sat, 2002)
- Uno di noi (Rai 1, 2002)
- Risate di cosa nostra (Sky, 2003)
- Assolo (LA7, 2003)
- Visitors (Italia 1, 2003)
- Zelig (Canale 5, 2004)
- Le iene (Italia 1, 2005)
- Maurizio Costanzo Show (Canale 5, 2005)
- Super Ciro (Italia 1, 2007)
- Il senso della vita (Canale 5, 2007-2008)
- Comedy Central (2009)
- Stracult (Rai 3, 2010)
- Quelli che il calcio (Rai 2, 2011)
- Zelig off (Italia 1, 2011)
- Aggratis (Italia 1, 2013)
- Quelli che il calcio (Rai 2, 2019)

## Teatro
- Marat Sade di Peter Weiss, regia di Vanni Valenza
- Il latte e il sangue di Dario G. Martini, regia di Gianni Orsetti
- Permettete che vi legga il mio dramma? di Anton Čechov, regia di Anna Laura Messeri
- L'ospite di Carlo Repetti, regia di Mario Jorio
- La congiura di Fiesco a Genova di Friedrich Schiller, regia di Mario Menini
- I Cimbelino di William Shakespeare, regia di Renzo Trotta
- L'Alcalde di Zalamea di Pedro Calderón de la Barca, regia di Marco Sciaccaluga
- Le tre sorelle di Anton Čechov, regia di Otomar Krejča
- L'onesto Jago di Corrado Augias, regia di Marco Sciaccaluga
- La putta onorata di Carlo Goldoni, regia di Marco Sciaccaluga
- La buona moglie di Carlo Goldoni, regia di Marco Sciaccaluga
- La signorina Julie di August Strindberg, regia di Otomar Krejča
- Jacques e il suo padrone di Denis Diderot, regia di Luca Barbareschi
- I paladini di Francia di Giorgio Campanati, regia di Giorgio Campanati
- La Commedia da due lire di Paolo Rossi, regia di Giampiero Solari
- Peggio che andar di notte di Paolo Rossi, regia di Giampiero Solari
- Vietato ai minori di Adolfo Margiotta, Massimo Olcese, regia di Adolfo Margiotta e Massimo Olcese
- Tre Gabbiani di e con Adolfo Margiotta, Massimo Olcese e Mauro Pagan
- Alti e bassi di e con Adolfo Margiotta e Massimo Olcese
- Brancaleone alle crociate di Age & Scarpelli e Mario Monicelli, regia di Giampiero Solari
- I quaderni di Serafino Gubbio di Luigi Pirandello, regia di Andrea Liberovici
- John & Joe di Ágota Kristóf, regia di Pietro Faiella
- Tenco a tempo di tango di Carlo Lucarelli, regia di Gigi Dall'Aglio
- Tutte le carte in regola per essere Piero, regia di Gian Piero Alloisio
- Camus, la fortuna di trovare un amico, regia di Consuelo Barilari
- Shakespeare alla maniera dei fool di Masolino D'amico, tratto da William Shakespeare, regia di Consuelo Barilari
- Fatevi sentire, vi chiamo io di Adolfo Margiotta, regia di Paola Ferrando

## Spot pubblicitari
- Alitalia, con Massimo Olcese (1996-1997)
- Carne Montana, con Massimo Olcese (1998-1999)
- Crodino (2000)
- Telecom, con Massimo Olcese (2001)
- Brio Blu Rocchetta (2007-2008-2009)

## Videoclip
- È arrivato un bastimento di Edoardo Bennato (1983)
- Ritornerai di Delta V (2006)

## Doppiaggio
- Koda, fratello orso, regia di Aaron Blaise, Robert Walker – voce di Rocco (2003)
- Koda, fratello orso 2, regia di Ben Gluck – voce di Rocco (2006)
- Koda, fratello orso (videogioco) – voce di Rocco

## Web Series
- 140 secondi – serie TV, episodio L'amante (2015)

## Radio
- Radio 2 Social Club, con Luca Barbarossa e Virginia Raffaele (Rai Radio 2, 2010)

## Pubblicazioni
- Siamo due spermatozoi, scritto con Massimo Olcese - Rizzoli (2000)
- Ho scoperto di essere pazzo (romanzo) - Baldini, Castoldi & Dalai (2004)

## Riconoscimenti
- Premio come Miglior Attore Protagonista per Peek a boo all'Overtime Film Festival (2017)
- Premio Penisola Sorrentina - Zeffiro Award XI Edizione